# Underdog Alma Mater
Underdog Alma Mater é o álbum de estreia da banda estadunidense de pop punk, Forever the Sickest Kids. Foi lançado em 29 de abril de 2008. A primeira faixa a ser ouvida a partir deste álbum foi "Whoa Oh! (Me vs. Everyone)", que foi disponibilizada na página do MySpace da banda, no dia 19 de março à meia-noite.A listagem completa de faixas para este álbum foi lançado no dia 20 de março, revelando que 5 das canções deste álbum são versões re-gravadas de músicas que foram lançadas anteriormente.
Em junho de 2008, foi anunciado que Underdog Alma Mater seria relançado como uma Edição de Luxo em 7 de julho de 2009. Esta nova versão apresenta as canções originais, e mais 18 faixas adicionais inéditas, incluindo demos e canções acústicas. Esta nova versão também vem acompanhada com um DVD.

## Faixas
| N.º | Título                       | Compositor(es)                                          | Duração |  |
| 1.  | "Whoa Oh! (Me vs. Everyone)" | Austin Bello, Caleb Turman, Jonathan Cook               | 3:36    |  |
| 2.  | "Hey Brittany"               | Austin Bello, Caleb Turman, Jonathan Cook               | 3:12    |  |
| 3.  | "My Worst Nightmare"         | Austin Bello, Caleb Turman                              | 3:51    |  |
| 4.  | "Believe Me I'm Lying"       | Austin Bello, Caleb Turman                              | 3:14    |  |
| 5.  | "The Way She Moves"          | Austin Bello, Caleb Turman                              | 3:50    |  |
| 6.  | "She's A Lady"               | Austin Bello, Caleb Turman, Jonathan Cook, Marc Stewart | 4:05    |  |
| 7.  | "Uh Huh"                     | Austin Bello, Caleb Turman                              | 3:04    |  |
| 8.  | "Phone Call"                 | Austin Bello, Caleb Turman                              | 3:22    |  |
| 9.  | "Breakdown"                  | Jonathan Cook, Caleb Turman                             | 3:36    |  |
| 10. | "That For Me"                | Austin Bello, Caleb Turman                              | 2:58    |  |
| 11. | "Coffee Break"               | Jonathan Cook, Caleb Turman                             | 2:45    |  |
| 12. | "Catastrophe"                | Austin Bello, Caleb Turman, Shep Goodman                | 3:21    |  |

| Faixa Bônus na Edição do Reino Unido |                  |                                          |         |  |
| N.º                                  | Título           | Compositor(es)                           | Duração |  |
| 13.                                  | "The Party Song" | Austin Bello, Caleb Turman, Shep Goodman | 3:36    |  |
| Duração total:                       | Duração total:   | Duração total:                           | 43min   |  |

| Faixas Bônus na Edição de Best Buy |                         |         |  |
| N.º                                | Título                  | Duração |  |
| 13.                                | "Give And Take" (Remix) | 2:21    |  |
| 14.                                | "Hurricane Haley"       | 3:42    |  |
| Duração total:                     | Duração total:          | 44min   |  |

| Faixas Bônus na Edição dos iTunes |                               |         |  |
| N.º                               | Título                        | Duração |  |
| 13.                               | "Indiana"                     | 3:50    |  |
| 14.                               | "Becky Starz" (Remix)         | 3:48    |  |
| 15.                               | "Dongs! Dongs! Dongs!" (Demo) | 1:20    |  |
| Duração total:                    | Duração total:                | 47min   |  |

| Faixas Adicionais na Edição de Luxo |                                                             |         |  |
| N.º                                 | Título                                                      | Duração |  |
| 1.                                  | "Intro"                                                     | 0:19    |  |
| 14.                                 | "Middletro"                                                 | 0:15    |  |
| 15.                                 | "Believe Me I'm Lying" (Demo Original)                      | 2:00    |  |
| 16.                                 | "Indianna" (Demo Hotel)                                     | 2:44    |  |
| 17.                                 | "Who Invited The Monster"                                   | 1:53    |  |
| 18.                                 | "Bundled Up"                                                | 2:47    |  |
| 19.                                 | "Uh Huh" (Demo)                                             | 1:40    |  |
| 20.                                 | "Catastrophe" (Demo Acústica)                               | 2:54    |  |
| 21.                                 | "Believe Me I'm Lying" (Participação Especial de Chae Hawk) | 3:53    |  |
| 22.                                 | "My Worst Nightmare" (Demo)                                 | 1:21    |  |
| 23.                                 | "Give And Take" (Demo Acústica)                             | 1:22    |  |
| 24.                                 | "Give And Take" (Remix)                                     | 2:19    |  |
| 25.                                 | "Heat Wave Jam Out"                                         | 1:35    |  |
| 26.                                 | "The Party Song"                                            | 3:31    |  |
| 27.                                 | "Love Story" (Cover da Canção de Taylor Swift)              | 3:24    |  |
| 28.                                 | "Cop Car" (Demo)                                            | 3:14    |  |
| 29.                                 | "Outro"                                                     | 0:08    |  |
| Duração total:                      | Duração total:                                              | 88min   |  |

| Conteúdo do DVD na Edição de Luxo |                                                           |         |  |
| N.º                               | Título                                                    | Duração |  |
| 30.                               | "To The Show" (Webisódio) (Vídeo)                         | 3:03    |  |
| 31.                               | "Alien Encounters" (Webisódio) (Vídeo)                    | 4:19    |  |
| 32.                               | "Battle Of The Band" (Webisódio) (Clean Video)            | 4:50    |  |
| 33.                               | "The Death Of Scuz" (Webisódio) (Vídeo)                   | 5:02    |  |
| 34.                               | "Forever The Sickest Kids Epilogue" (Webisódio) (Vídeo)   | 4:24    |  |
| 35.                               | "FTSK 1755" (Ao Vivo) (Clean Video)                       | 2:55    |  |
| 36.                               | "Forever the Sickest Kids In The Mix" (Webisódio) (Vídeo) | 3:05    |  |
| 37.                               | "She's A Lady" (Videoclipe)                               | 3:19    |  |
| 38.                               | "She's A Lady" (Int'l Vídeo)                              | 4:03    |  |
| 39.                               | "Behind The Video Of Whoa Oh!" (Webisódio) (Vídeo)        | 7:44    |  |
| 40.                               | "Whoa Oh! (Me vs. Everyone)" (Videoclipe)                 | 3:26    |  |
| 41.                               | "Ron Browz 'Jumpin (Out The Window)' [The Remix]" (Vídeo) | 3:40    |  |
| 42.                               | "Webisódio 1" (Intrudução Para Londres) (Vídeo)           | 1:55    |  |
| 43.                               | "Webisódio 2" (Introdução) (Vídeo)                        | 2:05    |  |
| 44.                               | "Webisódio 3" (Underdog Alma Mater) (Vídeo)               | 1:32    |  |
| 45.                               | "Webisódio 4" (Whoa Oh! [Me vs. Everyone]) (Vídeo)        | 1:17    |  |
| 46.                               | "Webisódio 5" (She's A Lady) (Vídeo)                      | 1:19    |  |
| 47.                               | "Webisódio 6" (Hey Brittany) (Vídeo)                      | 1:25    |  |

## Produção
Das 12 faixas, 8 foram produzidas por Matt Squire e 4 foram produzidos por Matt Mahaffey e Jeff Turzo. Geoff Rockwell fez uma produção adicinal em cada uma das faixas.

## Formação
- Austin Bello → Baixo, Vocal
- Kyle Burns → Bateria, Percussão
- Jonathan Cook → Vocal
- Kent Garrison → teclado
- Marc Stewart → Guitarra
- Caleb Turman → Guitarra, Vocal

## Promocionais
Os fãs poderiam receber bônus especiais através da pré-encomenda do álbum pela certain retailers.
- Best Buy
  - Duas Faixas Bônus: "Give And Take (Remix)" e "Hurricane Haley"
  - Um video bônus ao vivo da banda completa no SXSW
- Interpunk
  - Button, adesivo, poster autografado
- iTunes (Download digital)
  - Duas Faixas Bônus: "Becky Starz (Remix)" e "Indiana"
- Newbury Comics
  - Encarte do CD Autografado
- SmartPunk
  - Poster autografado

## Desempenho nas paradas musicais
| Parada musical (2008) | Melhor Posição |
| --------------------- | -------------- |
| Billboard 200         | 45             |